# Slovenske ljudske pesmi
Slovenske ljudske pesmi so se razvijale iz preprostih ljudskih napevov, ki so se s časom nadgrajevali, spreminjali in nato oblikovali v mnogotere različice napeve. Še izrazitejši pretok pesmi in zgodb pa se je povečal, ko so se ljudje začenjali seliti. Te so v največji meri prenašali potujoči pevci ter godci, pa tudi vojaki, študenti in rokodelci. Peli in igrali so jih ob raznih tradicionalnih praznikih, kot so Kupalo, Jurjevo, Koledo ali ob družabnih dogodkih, kot so ženitovanja, sedmine, veselice, sejmi, martinovanje, pustovanje in ob zaključkih večjih kmečkih del; takrat so opevali žetev, košnjo, sečnjo, mlačvo, oranje, trgatev, ličkanje. Slovenske ljudske pesmi so po motivih primerljive z ostalimi slovanskimi ljudskimi pesmimi. 
V 19. in 20. stoletju smo Slovenci imeli še zelo velik izbor ljudskih pesmi. Pesmi so po raznih krajih Slovenije prevzemale besedišče z dialektom krajevnega jezika in tako je nastajala večja pestrost ter svojski zvok pesmi. V 19. stoletju se je začelo zbiranje slovenskih ljudskih pesmi (poleg ostalega ljudskega izročila). Najpomembnejše pionirsko delo je opravil Karel Štrekelj s knjigo Slovenske narodne pesmi, ki jo je izdal v več zvezkih konec 19. in v začetku 20. stoletja. Kasneje je bila Štrekljeva zbirka ljudskih pesmi še večkrat ponatisnjena. V 20. stoletju je veliko ljudskih pesmi zbrala in izdala tudi etnologinja Zmaga Kumer. 
Ponarodele pesmi niso isto kot ljudske pesmi. Takšne ponarodele pesmi so npr. pesmi; Slovenec sem, Kje so moje rožice, Kje so tiste stezice in druge, ki je napisal Gustav Ipavec, kasneje pa so doživele med ljudskimi pevci razne priredbe. Staro slovensko ljudsko petje oživlja slovenski ansambel Trotamora Slovenica.

## Slovenske ljudske pesmi iz 19. in 20. stoletja
Leta 1910 je Janko Žirovnik nabral ljudske pesmi in izdal drobno knjižico, v kateri je uredil del pesmi, ki so jih peli Slovenci ob raznih prilikah. Knjižica ima naslov Narodne pesmi z napevi- (za štiri enake glasove). Naslovi teh pesmi so deloma povzeti spodaj:
- Birt rajtengo piše,
- Bog je vstvaril zemljo,
- Dve let in pol,
- Čez tri gore
- Fantje marširajo,
- Jaz sem Kranjčičev Jurij,
- Kako ozke so stezice,
- Kedo bo listje grabil,
- Ko sem k njej pršov,
- Ljubca moja kaj si strila,
- Ljubi fantič moj,
- Mati zakliče,
- Moj fantič je na T'rolsko vandrov,
- Moj očka ima konjiča dva,
- Moj očka so mi rekli,
- Na planincah luštno biti,
- N'coj je en lep večer,
- O ja, oj ja, oj dekle moja,
- Oj z Bogom,
- Po polju že rožce cvetejo,
- Pojmo na Štajersko,
- Prišla je pomlad zelena,
- Rože je na vrtu plela,
- Se davno mrači,
- Sem pa jaz pobič fajfco zgubil,
- Soča voda je šumela,
- U davnih starih časih,
- Žena gre na gosti,-(in še mnoge druge).

### Slovenske ljudske pesmi naTržaškem
Na Tržaškem je v 19. in 20. stoletju nastalo veliko ljudskih pesmi, ki se premalokrat slišijo v širšem slovenskem prostor. Nekaj takih je:
- Beraški zakon,
- Da bi toja mati znala,
- Jes ti bon kipila,
- Kam pa, fantje, drev v vas pojdemo?
- Kesanje,
- Kaj čemo jutri za kolacion,
- Kraška burja,
- Mamca b' tela,
- Mamca pošljite me po vodo,
- Mi smo 'z Brega doma,
- Moj fantič je ribič,
- Napitnica (iz Boldraža),
- Rožica (ljudska- priredil Fran Venturini),
- Skušnjo prestala si,
- So tri dekleta zbrane,
- Tri leta bom kopal,
- Soudaška,
- Vojaška suknjica,
- Zakaj mi ti lipica tak precveteuljaš (Ukovska fantovska pesem), ...

### Slovenske ljudske pesmi izPorabja(Madžarska)
- Dobro jutro, Bog daj!
- Kranjci, Rovanci,
- O, zdaj moja opsida,
- Pa ne grem,
- San se šetao,
- Svetla mu pukšica, ...

### Partizanske pesmi
Slovenska pevska kultura se je v času druge svetovne vojne obogatila z velikim številom partizanskih pesmi. Ohranjenih je preko 12000 pesniških enot teh pesmi. Veliko teh je bilo uglasbenih in izvajanih že med vojno, govorijo pa o nadčloveški borbi malega naroda, ki je z odločnostjo svoje volje preživel in s svojimi zavezniki tudi zmagal. Prirejene so večinoma za zborovsko petje, največkat pa jih poje Partizanski pevski zbor in razni mešani pevski zbori v Sloveniji in zamejstvu. Pogosto se izvajajo pesmi:
- Bilečanka'
- Bleda luna
- Bratje, le k soncu, svobodi
- Hej brigade
- Hej tovariši
- Jutri gremo v napad
- Kosec koso brusi
- Kovači smo
- Na juriš
- Naša vojska
- Obroč
- Pesem o svobodi
- Pesem štirinajste divizije
- Počiva jezero v tihoti
- Smrt v Brdih
- Stoji tam v gori partizan
- Svobodna Slovenija
- Šivala je deklica zvezdo
- V ranem jutru
- Vstajenje Primorske (Vstala Primorska) - in mnoge druge...

## Najstarejše zapisane slovenske pesmi
Že Primož Trubar, ki je bil tudi sam dober pevec, Jurij Dalmatin in Adam Bohorič so zapisali ali sami napisali več slovenskih pesmi, kot so:
- Dobra bode timu možu (Primož Trubar)
- Ena pejsen is Stariga pisma (Primož Trubar)
- Sredi smo življenja(Primož Trubar)
- Hvalimo mi denes Buga (Primož Trubar)
- Velikonočnica (Primož Trubar)
- Pejsen od Svetega Duha (Primož Trubar)
- Kadar je Jezus v nebu šal (Primož Trubar)
- Tožba inu molitov (Primož Trubar)
- Ena srčna molitov zoper Turke (Jurij Dalmatin)
- Ta božična pejsen (Jurij Dalmatin)
- Jutranja pesem (Adam Bohorič)